# 埃塞基耶爾薩莫拉市

埃塞基耶爾薩莫拉市（西班牙語：Municipio Ezequiel Zamora），是委內瑞拉的一個市，位於該國西部巴里納斯州，首府設於聖塔巴巴拉，面積4,042平方公里，2007年人口51,436，人口密度為每平方公里13人。